# Liste der Baudenkmäler in Aidenbach
Auf dieser Seite sind die Baudenkmäler in dem niederbayerischen Markt Aidenbach zusammengestellt. Diese Tabelle ist eine Teilliste der Liste der Baudenkmäler in Bayern. Grundlage ist die Bayerische Denkmalliste, die auf Basis des Bayerischen Denkmalschutzgesetzes vom 1. Oktober 1973 erstmals erstellt wurde und seither durch das Bayerische Landesamt für Denkmalpflege geführt wird. Die folgenden Angaben ersetzen nicht die rechtsverbindliche Auskunft der Denkmalschutzbehörde.

## Baudenkmäler nach Ortsteilen

### Aidenbach
| Lage                               | Objekt                                                         | Beschreibung | Akten-Nr.              | Bild                                                  |
| ---------------------------------- | -------------------------------------------------------------- | --- | ---------------------- | ----------------------------------------------------- |
| Dekan-Schneid-Weg 2 (Standort)     | Pfarrhaus                                                      | Zweigeschossiger Halbwalmdachbau mit Putzgliederungen, spätbarock, 1728 | D-2-75-112-2 Wikidata  | Pfarrhaus                                             |
| Haidenburger Straße 2 (Standort)   | Villa                                                          | Zweigeschossiger, gegliederter und gestelzter Sattel- und Walmdachbau mit Altane, Eckturm, Flacherker, Filialgiebel, Putzgliederungen und Zierfachwerk, um 1900; mit Einfriedung                                                      | D-2-75-112-3 Wikidata  | Villa                                                 |
| Krankenhausstraße 11 (Standort)    | Wohnhaus                                                       | Zweigeschossiger und traufständiger Eckbau mit Flachsatteldach, Kniestock und verschaltem Vorbau auf der Giebelseite, Ende 18. Jahrhundert                                                                                            | D-2-75-112-6 Wikidata  | Wohnhaus                                              |
| Krankenhausstraße (Standort)       | Wegkreuz                                                       | Kruzifix, Holzfigur im Dreinageltypus, 2. Hälfte 19. Jahrhundert | D-2-75-112-56          | BW                                                    |
| Marktplatz (Standort)              | Kriegerdenkmal                                                 | Kriegerdenkmal für die Gefallenen des Ersten Weltkrieges 1914-18, mit Mondsichelmadonna auf gestuftem Unterbau, neubarock, um 1920 | D-2-75-112-20 Wikidata | Kriegerdenkmal                                        |
| Marktplatz (Standort)              | Marktbrunnen                                                   | Zweischaliger Brunnen mit rundem Becken und Wappenreliefs, bezeichnet 1716 | D-2-75-112-19 Wikidata | weitere Bilder                                        |
| Marktplatz 1 (Standort)            | Ehemals Edelsitz, sogenanntes Gunzingerhaus                    | Dreigeschossiger und giebelständiger Steildachbau in Ecklage mit Eckerker und Zwiebelhaube, 1. Hälfte 17. Jahrhundert | D-2-75-112-7 Wikidata  | Ehemals Edelsitz, sogenanntes Gunzingerhaus           |
| Marktplatz 2 (Standort)            | Brauereigasthaus Zum Kirchenwirt                               | Stattlicher dreigeschossiger und traufständiger Steildachbau mit Putzgliederungen, rustizierter Toreinfahrt, 1616, erneuert 1950 | D-2-75-112-8 Wikidata  | Brauereigasthaus Zum Kirchenwirt                      |
| Marktplatz 12 (Standort)           | Wohnhaus, ehemals Gasthaus                                     | Zweigeschossiger und giebelständiger Flachsatteldachbau mit gewölbter Durchfahrt, im Kern 17. Jahrhundert | D-2-75-112-10 Wikidata | Wohnhaus, ehemals Gasthaus                            |
| Marktplatz 20 (Standort)           | Wohnhaus                                                       | Dreigeschossiger und giebelständiger Flachsatteldachbau mit Vorschussmauer und gewölbtem Durchgang, im Kern 17. Jahrhundert, erneuert im 19. Jahrhundert                                                                              | D-2-75-112-11 Wikidata | Wohnhaus                                              |
| Marktplatz 23 (Standort)           | Wohnhaus                                                       | Giebelständiger und verputzter Blockbau mit vorstehendem Flachsatteldach und Kniestock 18. Jahrhundert | D-2-75-112-12 Wikidata | Wohnhaus                                              |
| Marktplatz 30 (Standort)           | Ehemals Hotel Aidenbacher Hof                                  | Stattlicher dreigeschossiger Walmdachbau mit Putzgliederungen, Rundbogenstil, Mitte 19. Jahrhundert | D-2-75-112-14 Wikidata | Ehemals Hotel Aidenbacher Hof                         |
| Marktplatz 34 (Standort)           | Wohnhaus                                                       | Zweigeschossiger und giebelständiger Obergeschossblockbau mit vorschießendem Flachsatteldach und rückseitigem Balkon, 18. Jahrhundert                                                                                                 | D-2-75-112-15 Wikidata | Wohnhaus                                              |
| Marktplatz 41 (Standort)           | Wohn- und Geschäftshaus                                        | Zweigeschossiger und giebelständiger Massivbau mit vorstehendem Flachsatteldach, 18. Jahrhundert Östlich schmales Nebenhaus, zwei- bis dreigeschossiger, giebelständiger Satteldachbau mit Treppengiebel, Mitte 19. Jahrhundert       | D-2-75-112-16 Wikidata | Wohn- und Geschäftshaus                               |
| Marktplatz 45 (Standort)           | Wohn- und Geschäftshaus                                        | Dreigeschossiger Walmdachbau mit Gesimsgliederungen und Eckpilastern, 3. Viertel 19. Jahrhundert | D-2-75-112-17 Wikidata | Wohn- und Geschäftshaus                               |
| Marktplatz 47 (Standort)           | Wohn- und Geschäftshaus                                        | Dreigeschossiger Walmdachbau mit Ecktürmchen und Putzgliederungen, um 1860/70 | D-2-75-112-18 Wikidata | Wohn- und Geschäftshaus                               |
| Oberkarlinger Straße 27 (Standort) | Wohnhaus                                                       | Stattlicher, zweigeschossiger und traufständiger Blockbau mit vorschießendem Flachsatteldach, Ende 17. Jahrhundert Erdkeller mit Gewölbe                                                                                              | D-2-75-112-21 Wikidata | Wohnhaus                                              |
| Sankt-Andreas-Weg 5 (Standort)     | Wohnteil eines Einfirsthofes                                   | Zweigeschossiger und traufständiger Blockbau mit vorschießendem Flachsatteldach und Giebelschrot, 2. Hälfte 18. Jahrhundert | D-2-75-112-22 Wikidata | Wohnteil eines Einfirsthofes                          |
| Vilshofener Straße 1 (Standort)    | Katholische Pfarrkirche St. Agatha                             | Dreischiffige Staffelhalle mit eingezogenem Polygonalchor und Chorflankenturm, neugotisch, 1900-03 von Johann von Schott, Turm 13. Jahrhundert, erhöht 1861; mit Ausstattung                                                          | D-2-75-112-24 Wikidata | weitere Bilder                                        |
| Vilshofener Straße 47 (Standort)   | Katholische Friedhofs- und Wallfahrtskapelle Mariä Himmelfahrt | Halbrund geschlossener Saalbau mit Dachreiter, Rahmengliederungen und Pilasterportal, 1717–22, Dachreiter 1854; mit Ausstattung Gruftkapelle, Zentralbau mit gekappten Ecken, Welscher Haube und Fußwalm, um 1920–30; Dachreiter 1854 | D-2-75-112-25 Wikidata | weitere Bilder                                        |
| Nähe Vilshofener Straße (Standort) | Kriegerdenkmal für die Gefallenen des Krieges 1870/71          | In umfriedeter Anlage; Figur der Muttergottes mit dem Kind, auf gestuftem Inschriftensockel, bezeichnet 1874; (Benehmen nicht hergestellt)                                                                                            | D-2-75-112-55          | Kriegerdenkmal für die Gefallenen des Krieges 1870/71 |

### Agendorf
| Lage                    | Objekt                       | Beschreibung | Akten-Nr.              | Bild |
| ----------------------- | ---------------------------- | --- | ---------------------- | ---- |
| Agendorf 104 (Standort) | Wohnhaus eines Vierseithofes | Zweigeschossiger und giebelständiger Flachsatteldachbau mit Dachüberstand, Kniestock, teilweise verschindeltem Blockbauobergeschoss und hofseitigen Giebelschroten, bezeichnet 1793 Stallstadel, zweigeschossiger und traufständiger Satteldachbau mit verbrettertem Blockbauobergeschoss, Ende 18. Jahrhundert | D-2-75-112-26 Wikidata | BW   |
| Agendorf 105 (Standort) | Wohnhaus eines Vierseithofes | Zweigeschossiger Flachsatteldachbau mit verschindeltem Blockbauobergeschoss, Kniestock und hofseitigem Giebelschrot, Ende 18. Jahrhundert Stallstadel mit Remise und Traidkasten, zweigeschossiger Flachsatteldachbau mit Blockbauobergeschoss und Traufschrot, 18./19. Jahrhundert                             | D-2-75-112-27 Wikidata | BW   |

### Bärnthal
| Lage                    | Objekt                       | Beschreibung | Akten-Nr.              | Bild |
| ----------------------- | ---------------------------- | --- | ---------------------- | ---- |
| Bärnthal 120 (Standort) | Wohnhaus eines Vierseithofes | Zweigeschossiger Flachsatteldachbau mit Blockbauobergeschoss, 1. Drittel 19. Jahrhundert Stadel, Steildachbau in Ständerbohlen-Konstruktion mit Bundwerkzone, 1. Drittel 19. Jahrhundert | D-2-75-112-28 Wikidata | BW   |

### Buchenöd
| Lage                  | Objekt                             | Beschreibung                                                                                         | Akten-Nr.              | Bild                               |
| --------------------- | ---------------------------------- | --- | ---------------------- | ---------------------------------- |
| Buchenöd 2 (Standort) | Zugehöriger Traidkasten mit Remise | Zweigeschossiger Bau mit vorschießendem Flachsatteldach und hofseitigem Schrot, Ende 18. Jahrhundert | D-2-75-112-29 Wikidata | Zugehöriger Traidkasten mit Remise |

### Gunzing
| Lage                 | Objekt                       | Beschreibung | Akten-Nr.              | Bild                         |
| -------------------- | ---------------------------- | --- | ---------------------- | ---------------------------- |
| Gunzing 6 (Standort) | Wohnhaus eines Vierseithofes | Dreigeschossiger Walmdachbau mit Mittelrisalit, Zwerchgiebel, Balkon, gequadertem Erdgeschoss und Putzgliederungen, 1886 | D-2-75-112-30 Wikidata | Wohnhaus eines Vierseithofes |
| Gunzing 9 (Standort) | Wohnhaus                     | Zweigeschossiger und traufständiger Blockbau mit vorschießendem Flachsatteldach und Giebelschrot, Ende 18. Jahrhundert   | D-2-75-112-31 Wikidata | Wohnhaus                     |

### Hauptmannsberg
| Lage                          | Objekt                       | Beschreibung | Akten-Nr.              | Bild |
| ----------------------------- | ---------------------------- | --- | ---------------------- | ---- |
| Hauptmannsberg 116 (Standort) | Wohnhaus eines Dreiseithofes | Zweigeschossiger und giebelständiger, zum Teil offener Blockbau mit vorschießendem Flachsatteldach, Kniestock, Trauf- und Giebelschrot , 1. Drittel 19. Jahrhundert | D-2-75-112-33 Wikidata | BW   |
| In Hauptmannsberg (Standort)  | Feldkapelle                  | Giebelständiger und abgewalmter Satteldachbau mit eingezogener Polygonalapsis und Dachreiter, neugotisch 1868                                                       | D-2-75-112-32 Wikidata | BW   |

### Heft
| Lage               | Objekt                         | Beschreibung                                                                                            | Akten-Nr.              | Bild           |
| ------------------ | ------------------------------ | --- | ---------------------- | -------------- |
| In Heft (Standort) | Katholische Kapelle St. Martin | Traufständiger und rund schließender Saalbau mit Fassadenturm und Putzgliederung, 1722; mit Ausstattung | D-2-75-112-34 Wikidata | weitere Bilder |

### Hollerbach
| Lage                    | Objekt                            | Beschreibung | Akten-Nr.              | Bild                              |
| ----------------------- | --------------------------------- | --- | ---------------------- | --------------------------------- |
| Hollerbach 1 (Standort) | Mittertennbau eines Dreiseithofes | Zweigeschossiger und traufständiger Flachsatteldachbau mit verschindeltem Blockbau-Obergeschoss, Anfang 19. Jahrhundert | D-2-75-112-36 Wikidata | Mittertennbau eines Dreiseithofes |

### Karling
| Lage                           | Objekt                       | Beschreibung | Akten-Nr.             | Bild                         |
| ------------------------------ | ---------------------------- | --- | --------------------- | ---------------------------- |
| Karlinger Straße 17 (Standort) | Wohnhaus eines Dreiseithofes | Zweigeschossiger und traufständiger Bau mit teilweise versteinertem Blockbau-Obergeschoss, vorschießendem Satteldach und Giebelschrot, Mitte 19. Jahrhundert | D-2-75-112-5 Wikidata | Wohnhaus eines Dreiseithofes |

### Köching
| Lage                   | Objekt                       | Beschreibung | Akten-Nr.              | Bild |
| ---------------------- | ---------------------------- | --- | ---------------------- | ---- |
| Köching 100 (Standort) | Wohnhaus eines Vierseithofes | Zweigeschossiger und giebelständiger, gestelzter Bau mit Blockbau-Obergeschoss und zwei Giebelschroten, bezeichnet 1829 Stallstadel mit Troadboden, zweigeschossiger und traufständiger Frackdachbau mit Traufschrot, 19. Jahrhundert | D-2-75-112-37 Wikidata | BW   |

### Mistlbach
| Lage                                | Objekt                                  | Beschreibung | Akten-Nr.              | Bild                                                                                           |
| ----------------------------------- | --------------------------------------- | --- | ---------------------- | ---------------------------------------------------------------------------------------------- |
| Mistlbach 86 (Standort)             | Wohnhaus eines Vierseithofes            | Zweigeschossiger und gestelzter Walmdachbau mit Mezzanin, rustiziertem Erdgeschoss in Rauputz und Freitreppe, bezeichnet 1901                                                             | D-2-75-112-39 Wikidata | BW                                                                                             |
| Mistlbach 90 (am Stadel) (Standort) | Hofkreuz                                | Kruzifix im Drei-Nagel-Typus, 2. Hälfte 19. Jahrhundert | D-2-75-112-41 Wikidata | [[Vorlage:Bilderwunsch/code!/C:48.55583,13.04472!/D:Mistlbach 90 (am Stadel), Hofkreuz!/\|BW]] |
| Mistlbach 92 (Standort)             | Wohnhaus eines Vierseithofes            | Zweigeschossiges und traufständiges Wohnstallhaus, Blockbau mit Satteldach, teilweise massiv, Anfang 19. Jahrhundert, Dach später                                                         | D-2-75-112-42 Wikidata | BW                                                                                             |
| Mistlbach 93 (Standort)             | Wohnhaus eines Vierseithofes            | Zweigeschossiger und traufständiger Flachsatteldachbau mit Kniestock, teilweise versteinertem Blockbau-Obergeschoss und zwei giebelseitigen Schroten, Ende 18. Jahrhundert, Dach erneuert | D-2-75-112-43 Wikidata | BW                                                                                             |
| Mistlbach 96 a (Standort)           | Katholische Filialkirche St. Laurentius | Polygonal schließender Saalbau mit Satteldach und Chorflankenturm mit Fußwalm und Spitzhelm, frühgotisch, 13./14. Jahrhundert, Chor spätgotisch, Turm 1864 erhöht; mit Ausstattung        | D-2-75-112-38 Wikidata | BW                                                                                             |

### Penzing
| Lage                 | Objekt                       | Beschreibung | Akten-Nr.              | Bild |
| -------------------- | ---------------------------- | --- | ---------------------- | ---- |
| Penzing 1 (Standort) | Wohnhaus eines Vierseithofes | Zweigeschossiger und traufständiger Halbwalmdachbau mit Dachüberstand, verbretterten und verschindeltem Blockbau-Obergeschoss und Traufschrot, Anfang 19. Jahrhundert, First im 19./20. Jahrhundertgedreht Stallstadel mit Traidboden mit Satteldach und Blockbauobergeschoss, Anfang 19. Jahrhundert, Dach später aufgesteilt | D-2-75-112-45 Wikidata | BW   |
| Penzing 2 (Standort) | Zugehöriges Nebengebäude     | Giebelständiger Stallstadel mit vorschießendem Satteldach, Blockbau-Obergeschoss und Mariahilf-Bild, im Kern 18./19. Jahrhundert | D-2-75-112-46 Wikidata | BW   |

### Rannerding
| Lage                                       | Objekt                       | Beschreibung | Akten-Nr.              | Bild |
| ------------------------------------------ | ---------------------------- | --- | ---------------------- | ---- |
| Rannerding 108; Nähe Rannerding (Standort) | Wohnhaus eines Vierseithofes | Zweigeschossiger Walmdachbau mit Mezzaningeschoss, Putzgliederungen und hofseitigem Balkon, 1903 Hofkreuz, Kruzifix im Dreinageltypus, Holz, 17./18. Jahrhundert | D-2-75-112-47 Wikidata | BW   |

### Schöfbach
| Lage                   | Objekt     | Beschreibung | Akten-Nr.              | Bild           |
| ---------------------- | ---------- | --- | ---------------------- | -------------- |
| Schöfbach 1 (Standort) | Hofkapelle | Giebelständiger und polygonal schließender Satteldachbau mit Giebeldachreiter, neugotisch, 2. Hälfte 19. Jahrhundert; mit Ausstattung | D-2-75-112-50 Wikidata | weitere Bilder |

### Steinpoint
| Lage                      | Objekt                                            | Beschreibung | Akten-Nr.              | Bild           |
| ------------------------- | ------------------------------------------------- | --- | ---------------------- | -------------- |
| Steinpoint 118 (Standort) | Einfirsthof                                       | Zweigeschossiger und giebelständiger Mittertenn-Blockbau mit vorschießendem Flachsatteldach und Giebelschroten, Stall massiv, Anfang 19. Jahrhundert Stadel, zweigeschossiger Satteldachbau mit Blockbau-Erdgeschoss und Ständerkonstruktion im Obergeschoss, 1. Hälfte 19. Jahrhundert | D-2-75-112-51 Wikidata | BW             |
| Langhansl (Standort)      | Wallfahrtskapelle zum Herrgott auf der Hochstraße | Polygonal schließender, offener und verbretterter Ständerbau mit Glockendachreiter, Mitte 18. Jahrhundert; mit Ausstattung Hölzerner Bildstock mit Satteldach, bezeichnet 1779 Waldkapelle, giebelständiger Satteldachbau mit offenem Gehäuse, Ende 19. Jahrhundert                     | D-2-75-114-35          | weitere Bilder |

### Stetten
| Lage                  | Objekt                         | Beschreibung | Akten-Nr.              | Bild |
| --------------------- | ------------------------------ | --- | ---------------------- | ---- |
| Stetten 97 (Standort) | Bauernhaus eines Vierseithofes | Zweigeschossiger und traufständiger Flachsatteldachbau mit Giebelschroten und Blockbau-Kniestock, im Kern Ende 18. Jahrhundert Traidkasten, zweigeschossiger Flachsatteldachbau mit Dachüberstand und Blockbau-Obergeschoss, 1. Hälfte 19. Jahrhundert | D-2-75-112-52 Wikidata | BW   |

## Ehemalige Baudenkmäler
In diesem Abschnitt sind Objekte aufgeführt, die früher einmal in der Denkmalliste eingetragen waren, jetzt aber nicht mehr. Objekte, die in anderem Zusammenhang – also z. B. als Teil eines Baudenkmals – weiter eingetragen sind, sollen hier nicht aufgeführt werden. Aktennummern in diesem Abschnitt sind ehemalige, jetzt nicht mehr gültige Aktennummern.

| Lage                                                               | Objekt                                | Beschreibung | Akten-Nr.              | Bild                        |
| ------------------------------------------------------------------ | ------------------------------------- | --- | ---------------------- | --------------------------- |
| Aidenbach Carossastraße 7 (Standort)                               | Bauernhaus                            | Blockbau, 18./Anfang 19. Jahrhundert, Dach später                                                                      | D-2-75-112-1 Wikidata  | BW                          |
| Aidenbach Haidenburger Straße, an der Aldersbach-Brücke (Standort) | Figur des heiligen Johann von Nepomuk | Mitte 18. Jahrhundert                                                                                                  | D-2-75-112-4 Wikidata  | BW                          |
| Aidenbach Marktplatz 6 (Standort)                                  | Christlmaierhaus                      | Mit vorstehendem Flachsatteldach und gewölbter Durchfahrt, im Kern 17. Jahrhundert                                     | D-2-75-112-9 Wikidata  | Christlmaierhaus            |
| Aidenbach Marktplatz 25 (Standort)                                 | Ehemaliges Rathaus                    | Mit Schweifgiebel und Dachreiter, frühes 18. Jahrhundert                                                               | D-2-75-112-13 Wikidata | Ehemaliges Rathaus          |
| Heft 3 (Standort)                                                  | Wohnbau eines Vierseithofes           | Blockbau mit Schroten, Ende 18./Anfang 19. Jahrhundert, Dach später. Gebäude existiert bis auf Grundmauern nicht mehr. | D-2-75-112-35 Wikidata | Wohnbau eines Vierseithofes |
| Mistlbach 87 (Standort)                                            | Zugehöriger Traidkasten               | Erste Hälfte 19. Jahrhundert                                                                                           | D-2-75-112-40 Wikidata | BW                          |
| Mistlbach 95 (Standort)                                            | Zugehöriger ehemaliger Ochsenstall    | Mit Blockbau-Obergeschoss, um 1800                                                                                     | D-2-75-112-44 Wikidata | BW                          |
| Rannerding 109 a (Standort)                                        | Zum Vierseithof zugehöriger Stadel    | Flachsatteldach, Blockbau mit Traufschrot, zweite Hälfte 18. Jahrhundert                                               | D-2-75-112-48 Wikidata | BW                          |
| Rannerding 110 (Standort)                                          | Wohnhaus eines Dreiseithofes          | Blockbau, Anfang 19. Jahrhundert, Dach später                                                                          | D-2-75-112-49 Wikidata | BW                          |

## Abgegangene Baudenkmäler
In diesem Abschnitt sind Objekte aufgeführt, die früher einmal in der Denkmalliste eingetragen waren, jetzt aber nicht mehr existieren, z. B. weil sie abgebrochen wurden. Aktennummern in diesem Abschnitt sind ehemalige, jetzt nicht mehr gültige Aktennummern.

| Lage                                  | Objekt      | Beschreibung                                                                      | Akten-Nr.              | Bild |
| ------------------------------------- | ----------- | --------------------------------------------------------------------------------- | ---------------------- | ---- |
| Aidenbach Unterer Markt 11 (Standort) | Einfirsthof | Verputzter und verschalter Blockbau, 18. Jahrhundert, Aufstockung und Dach später | D-2-75-112-23 Wikidata | BW   |